# Myersina yangii
 Myersina yangii és una espècie de peix de la família dels gòbids i de l'ordre dels cipriniformes que es troba a Taiwan i a l'oest de Tailàndia.